# Thoropa lutzi
Thoropa lutzi är en groddjursart som beskrevs av Cochran 1938. Thoropa lutzi ingår i släktet Thoropa och familjen Cycloramphidae. IUCN kategoriserar arten globalt som starkt hotad. Inga underarter finns listade i Catalogue of Life.